# Woltersdorfer Heide nördlich Wittenberg-Lutherstadt
Woltersdorfer Heide nördlich Wittenberg-Lutherstadt este o arie protejată (arie specială de conservare — SAC, sit de importanță comunitară — SCI) din Germania întinsă pe o suprafață de 200 ha, integral pe uscat.

## Localizare
Centrul sitului Woltersdorfer Heide nördlich Wittenberg-Lutherstadt este situat la coordonatele 51°54′47″N 12°43′12″E / 51.9131°N 12.72°E.

## Înființare
Situl Woltersdorfer Heide nördlich Wittenberg-Lutherstadt a fost declarat sit de importanță comunitară în octombrie 2000 pentru a proteja un număr necunoscut de specii din flora spontană și fauna sălbatică aflate în arealul zonei. Situl a fost protejat și ca arie specială de conservare în decembrie 2018.

## Biodiversitate
Situată în ecoregiunea continentală, aria protejată conține 1 habitat natural: Pajiști uscate europene.
La baza desemnării sitului se află un număr nedeclarat de specii protejate:
Pe lângă speciile protejate, pe teritoriul sitului au mai fost identificate 1 specie de amfibieni, 5 specii de mamifere, 1 specie de reptile.